# The Pixel Hunt
The Pixel Hunt est un studio de développement de jeux vidéo fondé en janvier 2014 par Florent Maurin et situé dans le 11e arrondissement de Paris.

## Ludographie
- 2017[5] : Enterre-moi, mon amour (Bury me, my Love)
- 2022[6],[7] : Inua
- 2023[8] : The Wreck
- 2025[9] : Wednesdays